# Benito Rigoni
Benito Rigoni, född 11 april 1936 i Asiago, död 23 december 2021 i Dueville, var en italiensk bobåkare.
Rigoni blev olympisk bronsmedaljör i fyrmansbob vid vinterspelen 1964 i Innsbruck.